# Шепелев, Александр Александрович (политик)
Александр Александрович Шепелев (укр. Олександр Олександрович Шепелев; род. 4 июля 1970, Горловка, Донецкая область) — украинский политик. Дважды бывший народный депутат Украины 5-го и 6-го созывов.

## Биография
Родился 4 июля 1970 года в Горловке.
В 1985—1988 годах учился в Горловском медицинском училище. В 1993 году окончил Донецкий государственный медицинский институт имени М. Горького по специальности «стоматология». Дальнейшая деятельность:
- 1992—1993 — эксперт ООО «Элит», г. Донецк.
- 1993—1996 — заместитель генерального директора украинско немецкого совместного предприятия «Универсал-Импекс», г. Донецк.
- 1997—2005 — президент ЗАО «Европейский банк рационального финансирования», г. Киев.
- 2005—2006 — президент Благотворительной организации «Ласточка», г. Киев.

В 2005 году окончил Донецкий национальный университет по специальности «Управление персоналом и экономика труда».

### Парламентская деятельность
Народный депутат Украины 5-го созыва от блока «БЮТ», № 55 в списке.
Народный депутат Украины 6-го созыва от блока «БЮТ», № 55 в списке. В 2010 году был исключён из фракции и перешёл во фракцию «Партия регионов»,но в 2011 году покинул её.
Был членом Комитета по вопросам финансов и банковской деятельности, также членом Специальной контрольной комиссии ВР Украины по вопросам приватизации.